# When You're Gone (canção de Bryan Adams)
"When You're Gone" é uma canção do músico de rock canadense Bryan Adams com participação da cantora inglesa Melanie C. É a oitava faixa do oitavo álbum de estúdio On a Day Like Today (1998). A canção foi escrita por Eliot Kennedy e Bryan Adams, enquanto produzida por Adams e Bob Rock. Foi lançado pela gavadora A&M Records em 30 de novembro de 1998 como segundo single — além de ser o de estreia de Melanie C fora das Spice Girls. Musicalmente, contém gêneros de pop rock e soft rock, tocada em dueto entre Adams e Melanie C com um solo de guitarra.
Recebeu avaliações geralmente favoráveis dos críticos musicais que elogiaram a produção, mas criticaram os vocais de Melanie C. A canção alcançou o número três no Reino Unido e o número quatro na Austrália. Um videoclipe foi lançado pelo diretor de cinema alemão Marcus Nispel, retratando os artistas dentro de uma casa. Adams gravou outra versão de "When You're Gone" com a atriz Pamela Anderson para seu coletânea musical, Anthology (2005), e como uma nova versão com Melanie C para seu álbum de regravações, Classic, Pt II (2022).

## Paradas musicais
| País/Parada (1998–1999)               | Melhor posição |
| ------------------------------------- | -------------- |
| Austrália (ARIA)                      | 4              |
| Áustria (Ö3 Austria Top 75)           | 14             |
| Bélgica (Ultratop 50 de Flandres)     | 16             |
| Bélgica (Ultratop 50 da Valônia)      | 20             |
| Canadá (RPM)                          | 12             |
| Canadá (RPM Adult Contemporary)       | 8              |
| Dinamarca (IFPI)                      | 7              |
| Europa (Eurochart Hot 100)            | 5              |
| França (SNEP)                         | 37             |
| Alemanha (Offizielle Deutsche Charts) | 14             |
| Grécia (IFPI Greece)                  | 7              |
| Hungria (Mahasz)                      | 7              |
| Iceland (Íslenski Listinn Topp 40)    | 29             |
| Irlanda (IRMA)                        | 3              |
| Itália (Musica e dischi)              | 20             |
| Países Baixos (Dutch Top 40)          | 6              |
| Países Baixos (Single Top 100)        | 7              |
| Nova Zelândia (Recorded Music NZ)     | 15             |
| Noruega (VG-lista)                    | 6              |
| Escócia (Scottish Singles Chart)      | 2              |
| Suécia (Sverigetopplistan)            | 8              |
| Suíça (Schweizer Hitparade)           | 11             |
| Reino Unido (UK Singles Chart)        | 3              |